# رابطه غیررسمی

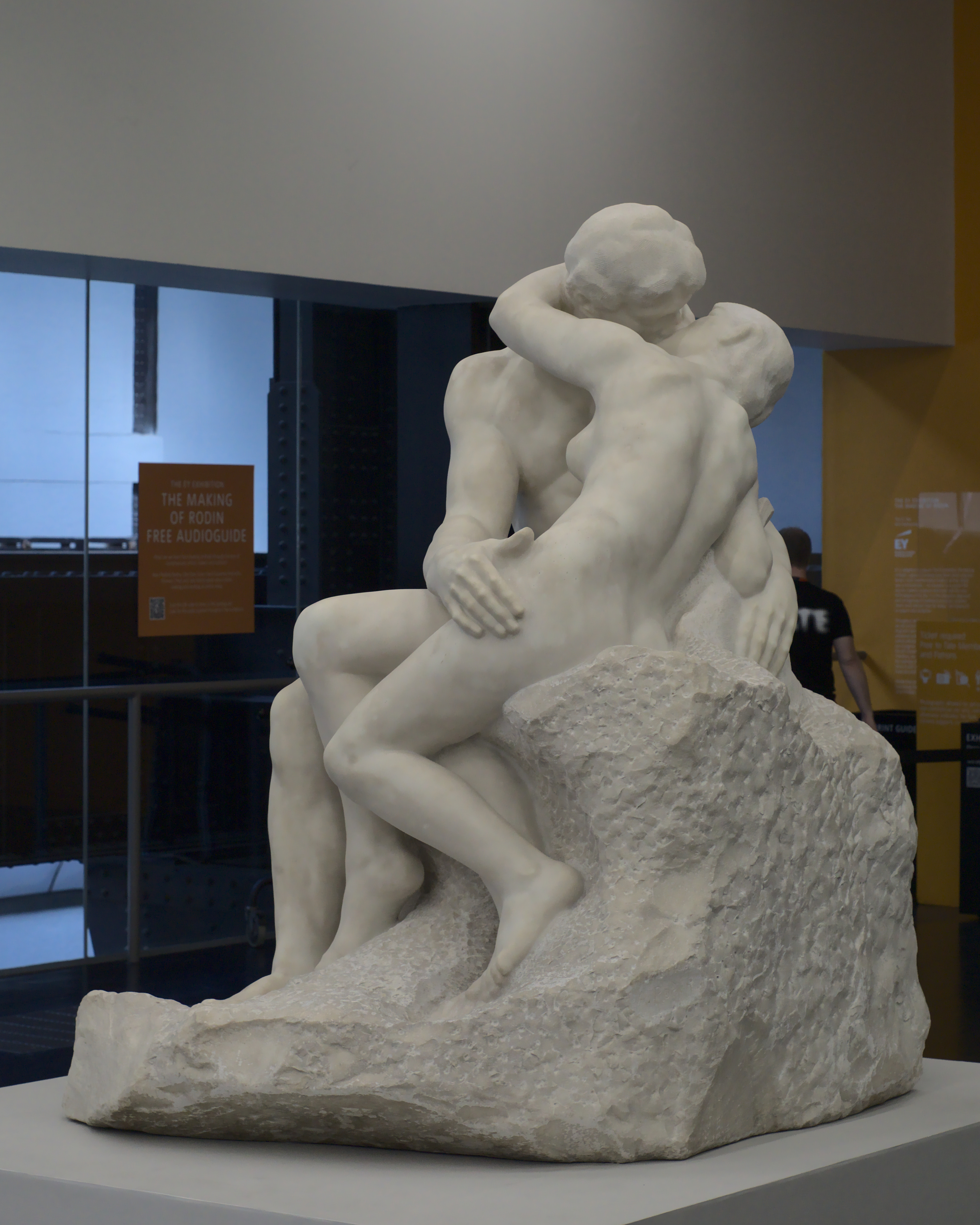
مجسمه رابطهٔ غیررسمی

رابطهٔ غیررسمی، که در محاوره با واژهٔ (به انگلیسی: fling) شناخته می‌شود، رابطهٔ فیزیکی و احساسی بین دو نفر است که ممکن است با هم رابطهٔ جنسی داشته باشند (موقعیتی که در محاوره با عبارت «دوستی با منفعت» شناخته می‌شود) بدون این که الزاماً طلب یا توقع تعهدات اضافی متعلق به رابطهٔ عاشقانهٔ رسمی در آن وجود داشته باشد. انگیزه‌های ایجاد رابطهٔ غیررسمی متفاوت هستند. در پذیرش و گسترش روابط غیررسمی، هم‌چنین در پشیمانی دربارهٔ فعالیت/انفعال در زمینهٔ این روابط، تفاوت‌های فرهنگی و جنسیتی عمده‌ای وجود دارد.
رابطهٔ غیررسمی، ممکن است نیمه‌وقت، یا دارای زمان محدود باشد و می‌تواند تک‌زوجه باشد یا نباشد. عبارت، دلالت بر دوستی‌های بین افرادی دارد که از صمیمیت فیزیکی با هم برخوردار هستند، اما آرزومند رابطهٔ بلندمدت نیستند، و طرفین ممکن است خواستار روابط کوتاه‌مدت صرفاً به منظور برخورداری از لذت جنسی باشند. در هر صورت، تأثیر رابطه بر زندگی افراد درگیر در آن، به طرز ارادی، محدود است، و معمولاً این فکر وجود دارد که رابطه تنها تا هنگامی بقا خواهد داشت که هر دو طرف مایل باشند.
رابطهٔ غیررسمی تفاوت دارد با رابطهٔ جنسی غیررسمی، که در آن عنصر احساس کم است یا وجود ندارد، نیز با سکس یک‌شبه، زیرا رابطه بیشتر از صرفاً یک بار رابطهٔ جنسی داشتن طول می‌کشد. از لحاظ شامل بودن آمیزش جنسی در این رابطه، تمرکز بیشتر بر ارضای خواسته‌های جنسی است، تا نیازهای عاطفی یا عاشقانه.
رابطهٔ غیررسمی گاهی شامل حمایت، عاطفه، و لذت‌های مشترک است که مبنای دیگر اشکال رابطهٔ دوستانه را فراهم می‌کنند.
گاهی روابط هستند که در ان رابطه جنسی نیست که به ان رفاقت بین جنس مخالف گفته میشود

## دانشجویان
این نوع رابطهٔ «بدون هیچ زنجیر» اغلب میان جوانان دانشجو یافت می‌شود. تغییر از کودکی به بزرگسالی باعث روی دادن اکتشاف‌هایی در زمینه‌های مختلف می‌شود. یکی از این زمینه‌ها روابط و سکس است. این دوره‌ای از زندگی است که آن‌ها تلاش می‌کنند تا مهارت‌های زندگی را که برای آینده نیاز دارند کسب کنند. اکثریت دانشجویان قبل از فارغ‌التحصیل شدن از دبیرستان رابطهٔ جنسی داشته‌ند. در اغلب موارد، بررسی گرلو حاکی از آن است که همان دانشجویانی که بکارت خود را در دبیرستان از دست داده‌ند، در یک رابطهٔ عاشقانه آن را از دست داده‌ند. پس از تجربهٔ ارتباط جنسی، اکثر دانشجویان با دوستان یا هم‌کلاسی‌هایی که به تازگی با آن‌ها آشنا شده‌اند، رابطهٔ جنسی غیررسمی برقرار می‌کنند.
بررسی جدیدی که در بایگانی رفتار جنسی منتشر شده‌است نشان می‌دهد که شصت درصد دانشجویان رابطهٔ غیررسمی را تجربه کرده‌ند. دانشگاه وین استیت و دانشگاه ایالتی میشیگان تحقیق مشابهی را انجام دادند و شصت و شش درصد از دانشجویان درحال‌تحصیل در این بررسی گفته‌ند که در رابطهٔ غیررسمی بوده‌ند. حدود نیمی از این شصت و شش درصد گفته‌ند هم‌اکنون نیز در چنین رابطه‌ای هستند.
یک رابطهٔ غیررسمی، بر خلاف یک رابطهٔ عاشقانه، تعریف نشده‌است و مشکل بتوان هنجارها، راهنماها و توقعاتی را برایش صادر کرد.

## انواع دوستان در ردهٔ سنی دانشجویی
ج.ای. لی، مؤلف شیوه‌های عاشقی در مجلهٔ روانشناسی عشق ر.جی. استرنبرگ و م.ل. بارنز، دو گونه از دوستان در ردهٔ سنی دانشجویی یافته‌است. یک گونه، عاشقان گروه «اروس» هستند که عاشقان پرشور هستند، و گونهٔ دیگر عاشقان «لوداس»، که عاشقان اهل بازی و خنده هستند. عاشقانی اروس همان عاشقانی هستند که مورد اصابت «تیر اروس» قرار گرفته‌ند. با اولین به به یک رابطهٔ بالقوه به شدت دل از دست می‌دهند. «اروس» قبل از هر ویژگی دیگری، عاشق ویژگی‌های فیزیکی طرف مقابل می‌شود. این گونه از عشاق به ایجاد روابط غیررسمی دیگر شناخته شده هستند. از آن‌جا که ویژگی‌های ظاهری دلیل عمدهٔ جذابیت هستند، پیش بردن یک رابطهٔ عاشقانهٔ واقعی بسیار دشوار است. عاشقان «لوداسی» طرفدار بازی هستند. آن‌ها به دنبال احساس فتح هستند و نوعاً با قصد بسیار اندک یا بدون قصد ایجاد هر نوع تعهدی وارد یک رابطه می‌شوند. در اغلب موارد، در یک بازهٔ زمانی مشخص، بیشتر از یک شریک جنسی دارند. هم‌چنین، جدی‌شدن یک رابطه را بسیار دشوار تلقی می‌کنند.
این که برای هر دوی این گونه‌ها داشتن بیش از یک شریک جنسی بدون مانع است، کمک می‌کند به توضیح این امر که چرا بسیاری از دانشجویان درگیر روابط غیررسمی هستند. این نوع رابطه به این جوانان اجازه می‌دهد که به کاوش و فراگیری مهارت‌های زندگی ادامه دهند، به علاوه شریک‌های جنسی متفاوتی را نیز کشف کنند.

## دوستان با منافع مشترک
در دانشگاه، گاهی به روابط غیررسمی «دوستی با منافع مشترک» نیز گفته می‌شود. دوستی با منافع مشترک رابطه‌ای بین دو دوست است که گاهی با هم آمیزش جنسی دارند. یافته‌ها نشان می‌دهد که این نوع رابطه نه با تعریف سنتی دوستی مطابق است٬و نه با الگوی رابطهٔ عاشقانه. بلکه، از هر دو نوع این روابط ویژگی‌هایی را برمی‌گیرد. دوستی با منافع مشترک پیوندی است بین دوستی و روابط عاشقانه. یک رابطهٔ دوستی با منافع مشترک معمولاً در بین دانشجویان یافت می‌شود، و هماهنگ با افزایش جمعیت افراد دارای این نوع رابطه، توجه رسانه‌ها و محققان به آن نیز بیشتر می‌شود.

## مذاکره بین طرفین
بسیاری از روابط غیررسمی راهنماها یا مجموعه‌ای از قوانین را بنا می‌گذارند. دو دوستی که در رابطه سهیم هستند دربارهٔ آنچه که هر کدام از رابطه توقع دارند، به توافق می‌رسند. بیسن می‌گوید که یک دغدغهٔ همه‌گیر در رابطهٔ غیررسمی آن است که آمیزش جنسی یا سایر اعمال جنسی (دهانی، مقعدی) منجر به ایجاد اضطراب در دوستی شوند. نگرانی عمدهٔ دیگر، آن است که یکی از طرفین دچار احساسات عاشقانه نسبت به دیگری شود. ارتباط بین دو طرف سهیم در رابطه برای درست کار کردن آن ضروری است، و از آن‌جا که افراد درگیر در این رابطه از قبل با هم دوست بوده‌ند صحبت کردن کار آسانی به نظر می‌رسد.

## نظریهٔ مثلث عشق
نظریه مثلثی عشق، رابرت استرنبرگ آن نوع انعطاف‌پذیری که برای کمک به موفقیت این نوع رابطه مناسب است را ارائه کرده‌است.

## حفظ رابطه و دغدغه‌های دانشجویان
روابط غیررسمی، که ترکیبی از دوستی بین دو جنس و رابطهٔ جنسی غیررمانتیک است، افراد درگیر در این رابطه در حفظ یک رابطهٔ موفق با مشکلاتی مواجه هستند. بر مبنای تئوری تبادل، هیوز مشاهده کرد که وابستگی یک فرد بر شریک‌ش در رابطه، در تبادل با منابع٬دانش، پاداش‌ها، و هزینه‌های اقلام، بیشتر و بیشتر بارز می‌شود. شرکا ممکن است به نصیحتی که هر کدام می‌کنند، یا به معاشرتی که هنگام با هم بودن تجربه می‌کنند، وابسته شوند. ممکن است تنها یکی از شرکا چنین احساسی داشته باشد. هر شریکی که به‌طور کامل به دیگری وابسته نباشد معمولاً رابطهٔ غیررسمی را کنترل می‌کند. شریک وابسته معمولاً در مقایسه با شریک مستقل، سلطه‌پذیرتر است، زیرا مایل به اتمام رابطه نیست. این امر به شریک کمتر وابسته اجازه می‌دهد که بتواند رابطه را به روشی که میل خودش است تعمیر و نگه‌داری کند. این افراد معمولاً هنگامی که با دوست خود ملاقات می‌کنند، آمیزش جنسی دارند، یا کارها را با هم انجام می‌دهند کنترل‌کننده هستند. بسیاری از دانشجویان همین نگرانی‌ها را در آغاز رابطهٔ غیررسمی با فردی که قبلاً دوست‌شان بوده دارند. بیسن و لواین دریافتند که چهار نگرانی عمده وجود دارد:
- احساسات رمانتیک اتفاق بیفتد: ۶۵٫۳٪ دانشجویان نگران این بودند که یکی یا هر دوی شرکای رابطه نسبت به دیگری دچار احساسات رمانتیک شود.
- آسیب زدن به دوستی: ۲۸٫۲٪ نگران بودند که دوستی‌ای که قبلاً بنا نهاده شده‌است آسیب ببیند.
- ایجاد احساسات منفی نسبت به دیگری: ۲۷٫۴٪ نگران بودند بین دو دوست احساسات منفی ایجاد شود
- بارداری، بیماری‌های مقاربتی: ۹٫۷٪ از دانشجویان شرکت‌کننده در تحقیق دربارهٔ باردار شدن یا مبتلا شدن به یک STD ابراز نگرانی کردند.

## فاش کردن رابطهٔ غیررسمی به دوستان دیگر
بررسی هیوز هم‌چنین نشان داد چهار طبقه‌بندی عمده در مورد دلایل این امر وجود داردکه چرا افراد درگیر در رابطهٔ غیررسمی نیازی نمی‌بینند دربارهٔ رابطه‌شان با دوستان هم جنس خود حرفی بزنند. طبقه‌بندی اول این بود که شرکا احساس نمی‌کردند که دوستان هم‌جنس‌شان لازم است دربارهٔ این اطلاعات چیزی بدانند. طبقه‌بندی دوم شامل این بود که افراد مایل بودند که رابطهٔ غیررسمی را راز نگه دارند و نمی‌خواستند دوستان هم‌جنس‌شان چیزی بدانند. احساس شرمساری طبقه‌بندی سوم بود. بسیاری از دانشجویان گفتند که احساس خجالت دارند و نمی‌خواهند دوستان هم‌جنس آن‌ها را قضاوت کنند. طبقه‌بندی آخر آن گروه از دانشجویان بود که مایل نبودند چیزی به دوستان هم‌جنس‌شان بگویند زیرا آن‌ها نسبت به این نوع رابطه مخالفت نشان می‌دهند.

## انگیزه‌ها
بررسی هیوز حاکی از آن است که پنج انگیزهٔ اصلی برای این که چرا دانشجویان وارد یک رابطهٔ غیررسمی می‌شوند وجود دارد. این پنج انگیزه عبارتند از:
- اجتناب از رابطه: دانشجویانی که مایل به داشتن چندین شریک در آن واحد هستند و می‌خواهند از بسته شدن به فقط یک نفر پرهیز کنند
- آمیزش جنسی: دانشجویان به نظر همدیگر جذاب می‌رسند و مایلند آمیزش کنند.
- سادگی رابطه: دانشجویان می‌توانند از مزایای رابطه بدون آن همه درد و رنج برخوردار شوند.
- پیوند عاطفی: دانشجویان دلتنگ صمیمیتی می‌شوند که با افراد در روابط قبلی داشته‌ند و می‌خواهند آن را دوباره بدون هیچ زنجیری تجربه کنند.
- همیشه یک رابطهٔ غیررسمی را می‌خواسته‌اند: دو دانشجو که مجرد هستند و می‌خواهند با هم از مزایای آن بهره ببرند.

## دخالت جنسیت
یک کلیشهٔ سنتی از روابط غیررسمی در دانشگاه این است که مردها فعالیت جنسی را آغاز می‌کنند. کلیشهٔ دیگر این است که مردها از نظر جنسی فعال‌تر هستند و زنان آمیزش جنسی را با عشق مرتبط می‌کنند. این کلیشه‌ها همیشه صادق نیستند، به ویژه در دانشجویان دانشگاه‌ها. بررسی‌ای که پاول و همکاران انجام‌داده‌اند حاکی از آن است که از حیث دخالت جنسیت، به تعداد برابر زنان آغازکنندهٔ این روابط هستند. فشار از سوی دوستان و دیگر ابزارهای اجتماعی ممکن است دانشجویان را مجبور به شرکت در یک رابطهٔ غیررسمی کند، بدون تفاوت در جنسیتی که دارند.

## عوامل محیطی
از ویژگی‌های شاخص پردیس‌های دانشگاهی معمولاً به میزان نوشیدن و جشن گرفتن‌هایی که در آن‌ها جاری است اشاره می‌شود. با این حال، یکی دیگر از ویژگی‌های پردیس‌های دانشگاهی این است که دانشجویان آن از نظر جنسی به چه میزان آسان‌گیر هستند و هم‌چنین این مکان چه الگوهایی از فعالیت جنسی (آمیزش، دهانی، مقعدی) با یک یا چند شریک جنسی دارد. با قرار گرفتن در محیطی که از نظر جنسی فعال است، دانشجویان می‌توانند بر دانشجویان دیگر اثر بگذارند تا همان رفتار را انجام دهند.
محیطی که دانشجویان در آن قرار می‌گیرند معمولاً نقش مهمی در تعیین این دارد که برای یافتن یک رابطهٔ غیررسمی تحت فشار قرار بگیرند یا نه. به نظر می‌رسد در دانشگاه‌هایی که دانشجویان در آن‌ها مصرف الکل بیشتری دارند، تعداد افراد بیشتری درگیر روابط غیررسمی هستند. محققان با این ایده که «کارکرد ممنوعیت ادراکی» منجر به دلیلی برای افزایش فعالیت جنسی می‌شود، مبارزه کرده‌ند.

### آمیزش جنسی غیررسمی
آمیزش جنسی غیررسمی یکی از انواع فعالیت‌های آمیزش جنسی در انسان، خارج از رابطهٔ رمانتیک است. این عبارت همیشه یه طور یک‌نواخت به کار نمی‌رود، گاهی به آمیزش جنسی خارج از ازدواج و گاهی به آمیزش جنسی درون یک رابطهٔ غیررسمی گفته می‌شود.
عمل آمیزش غیررسمی اغلب دارای بار معنایی منفی است. در بعضی روابط جنسی میان نوجوانان در ایالات متحد، فعالیت غالب آمیزش همراه با دخول نیست بلکه آمیزش جنسی دهانی و استمنای هم‌زمان است زیرا این خطرات مرتبط با مقاربت، هم‌چون بارداری، و بیماری‌های آمیزشی را کاهش می‌دهد. بعضی مؤلفان پزشکی، هم‌چون بانی هالپرن-فلشر، متخصص پزشکی کودکان، پیشنهاد کرده‌است که نوجوانان آمیزش دهانی را «آمیزش واقعی» در نظر نگیرند و از آن برای ماندن در وضعیت باکرگی استفاده کنند.

## مصرف الکل
طبق نظر روان‌شناس بالینی، کاترین گرلو. «مصرف مشروبات الکلی تناسب مستقیمی با آمیزش غیررسمی دارد.» هر چه میزان مصرف الکل بالاتر باشد امکان ایجاد یک رابطهٔ غیررسمی بیشتر می‌شود. دانشجویان مرد و زن در حالت مستی احتمال بیشتری دارد که وارد رابطهٔ غیررسمی شوند. مصرف الکل ادراک جذابیت بین دو فرد را بالا می‌برد که منجر به فعالیت جنسی در نرخ‌های بسیار بالاتر می‌شود. هم‌چنین، در حالت مستی، اعتماد به نفس پایین و نشانگان افسردگی می‌توانند عوامل اضافی باشند که احتمال وارد شدن به این نوع رابطه یا فعالیت جنسی را افزایش می‌دهند.